# Archives du Muséum d'Histoire Naturelle
Archives du Muséum d'Histoire Naturelle (abreviado Arch. Mus. Hist. Nat.) fue una revista ilustrada con descripciones botánicas que fue editada por el Museo Nacional de Historia Natural de Francia. Fueron publicados 10 números en los años 1839-1861.